# Stufu, Bacău
Stufu (în maghiară Esztufuj) este un sat în comuna Sănduleni din județul Bacău, Moldova, România.